# Rock Star (filme)
Rock Star é um filme estadunidense de 2001, do gênero drama, dirigido por Stephen Herek.

## Sinopse
Década de 1980, Chris Coles trabalha como técnico de máquinas de cópias ao mesmo tempo em que é vocalista de uma banda cover de seu grupo de heavy metal predileto, o Steel Dragon. Até que sua vida muda por completo quando o vocalista da banda Steel Dragon é expulso do grupo e os demais integrantes o convidam para substituí-lo. Chris Cole nasceu para ser rockeiro. Sua namorada Emily acreditava que o talento de Chris poderia levar-lhe à qualquer lugar - mas, em vez de escrever a sua própria música, Chris copiava o Bobby Beers, vocalista do Steel Dragon, uma lenda do heavy metal que tanto inspiram e consomem a sua vida.
Por dias, Chris ainda vive na casa de seus pais e gasta o seu dia na reparação de máquinas copiadoras. Mas quando Chris toma o palco, ele vira a nova estrela do rock. Quando ele tomou à frente a musica Blood Pollution, Pensilvânia estréia uma homenagem à banda Steel Dragon, Chris Cole é Bobby Beers - competindo audiências com a sua perfeita imitação de Beers "vocais eletricos e sexy snarl.

## Elenco
- Mark Wahlberg .... Chris "Izzy" Coles
- Jennifer Aniston .... Emily Poule
- Dominic West .... Kirk Cuddy
- Timothy Olyphant .... Rob "Monster" Malcolm
- Timothy Spall .... Mats
- Dagmara Dominczyk .... Tania
- Jason Flemyng .... Bobby Beers
- Jason Bonham .... A.C.
- Jeff Pilson ....
- Zakk Wylde .... Ghode
- Blas Elias .... Donny "Bam-Bam" Johnson
- Matthew Glave .... Joe
- Nick Catanese .... Xander Cummins
- Brian Vander Ark .... Ricki "Badass" Bell
- Rufus Sewell
- Myles Kennedy .... Thor